# Nosa tigris
Nosa tigris är en insektsart som först beskrevs av Johan Wilhelm Dalman 1823.  Nosa tigris ingår i släktet Nosa och familjen myrlejonsländor. Inga underarter finns listade i Catalogue of Life.